# Агитпроп
Агитпроп (скраћено од речи агитација и пропаганда) је  заједнички назив за органе који су постојали или постоје при комитетима комунистичких партија у функцији партијске пропаганде.
Задатак агитпропа као помоћних тела комитета у организацији Комунистичке партије Југославије био је да организују и непосредно руководе агитационо-пропагандним радом ради политичког придобијања грађана у остваривању задатака које је поставила партија у току револуције и у социјалистичкој изградњи земље.

## Агитпроп у Совјетском савезу
18-23. марта 1919. 8. конгрес РКП усвојио је ново издање Програма РКП, у коме се поставља питање „развијања најшире пропаганде комунистичких идеја и употребе најпре је подигнут апарат и средства државне власти за ову сврху. У одељку „О политичкој пропаганди и културно-просветном раду на селу“ у резолуцији конгреса дато је и упутство о спровођењу пропаганде за писмене и неписмене, за шта су месна одељења народне просвете, уз помоћ месних партијских чланова, дала инструкције. требало би да створи колеџ пропагандиста за обављање послова у месту становања и на путу, као и одреде индустријских радника под руководством Сверуског савета синдиката. За координацију овог рада у ЦК је у априлу 1919. године формирано Информативно одељење из којег су стизала упутства у вези са текућим политичким кампањама, које је почетком 1920. године трансформисано у Информационо-статистичко одељење. Крајем 1920. године ово одељење је укинуто, преневши своје функције на Организационо-инструктивно одељење.
Током Октобарске револуције о агитационо-пропагандном раду се на састанцима и пленумима Централног комитета РКП  расправљало најмање 110 пута, укључујући садржај политичког рада у Црвеној армији, противагитацију у трупама и иза непријатеља. линије, издавање литературе, новине, делатност централних издавачких кућа. Резолуцијом Савета за одбрану од 13. маја 1920. године у градовима који су имали железничку везу створени су пропагандни пунктови који су становништву требало да објасне значење и задатке совјетске комунистичке власти.
Током година, одељење за пропаганду и агитацију Централног комитета КПСС имало је следеће називе:
- Одељење за агитацију и пропаганду ЦК (1920-1928)
- Одељење за агитацију, пропаганду и штампу ЦК (1928-1930)
- Одељење за културу и пропаганду ЦК (1930-1934)
- Одељење за културу и пропаганду лењинизма Централног комитета (1934-1935)
- Одељење за партијску пропаганду и агитацију ЦК (1935-1938)
- Одељење за пропаганду и агитацију (усмено и штампано) ЦК (1938-1939)
- Управа за пропаганду и агитацију ЦК (1939-1948)
- Одељење за пропаганду и агитацију ЦК (1948-1956)
- Одељење за пропаганду и агитацију ЦК КПСС за савезне републике (1956-1965)
- Идеолошко одељење ЦК (1962-1965)
- Одељење за пропаганду и агитацију ЦК (1965-1988)
- Идеолошко одељење ЦК (1988-1991)
- Одељење за агитацију и масовне кампање ЦК (1930-1934)

## Агитпроп у Југославији
У току Народноослободилачке борбе при штабовима НОВ од краја 1942. године постојале су партијске војне групе за агитацију и пропаганду с тежиштем рада на мобилизовању свих снага за ослобођење земље. И у другим земљама деловали су у Другом светском рату веома развијени војни центри за агитацију и пропаганду са задатком политичког мобилизовања људства и подизања његове патриотске свести и борбеног морала.
С обзиром на промене у начину остваривања улоге КПЈ у условима друштвеног усмеравања и формирања идејних ставова, ових органа за илегалне услове рада односно касније за метод административног усмеравања и формирања идејних ставова, расформирани су агитпропи као превазиђени модели идејног рада и усмеравања и замењени су новим облицима усмеравања идеолошко-политичког рада од стране КПЈ, који су одговарали новим захтевима и потребама.

## Савремена употреба појма
У складу са савременим трендом давања ретро назива производима, услугама и пословним подухватима, са падом комунизма појам "Агитпроп" коришћен је и као назив за компаније у области маркетинга и односа с јавношћу - и на Западу и на Истоку. Тако данас постоје креативне агенције са тим називом у Великој Британији - agitprop.co.uk, Бугарској - agitprop.bg и Србији - agitprop.rs. Такође се користи и као назив за неке алтернативне брендове, дизајнерске и музичке пројекте, али и за разне протестне намене. Мотиви за коришћење таквог назива су различити, од оних који се наслањају на комунистичку традицију, до оних који редефинишу тај појам и користе га као ретро креативни и промотивни штос.